# Premiul Emmy pentru cel mai bun serial de comedie
Premiul Emmy pentru cel mai bun serial de comedie (Primetime Emmy Award for Outstanding Comedy Series) este acordat din 1952 de Academy of Television Arts & Sciences. 

## Lista celor mai bune seriale de comedie

### Anii 1950
- 1952: The Red Skelton Show
- 1953: I Love Lucy
- 1954: I Love Lucy
- 1955: Make Room for Daddy
- 1956: The Phil Silvers Show
- 1957: No Award
- 1958: The Phil Silvers Show

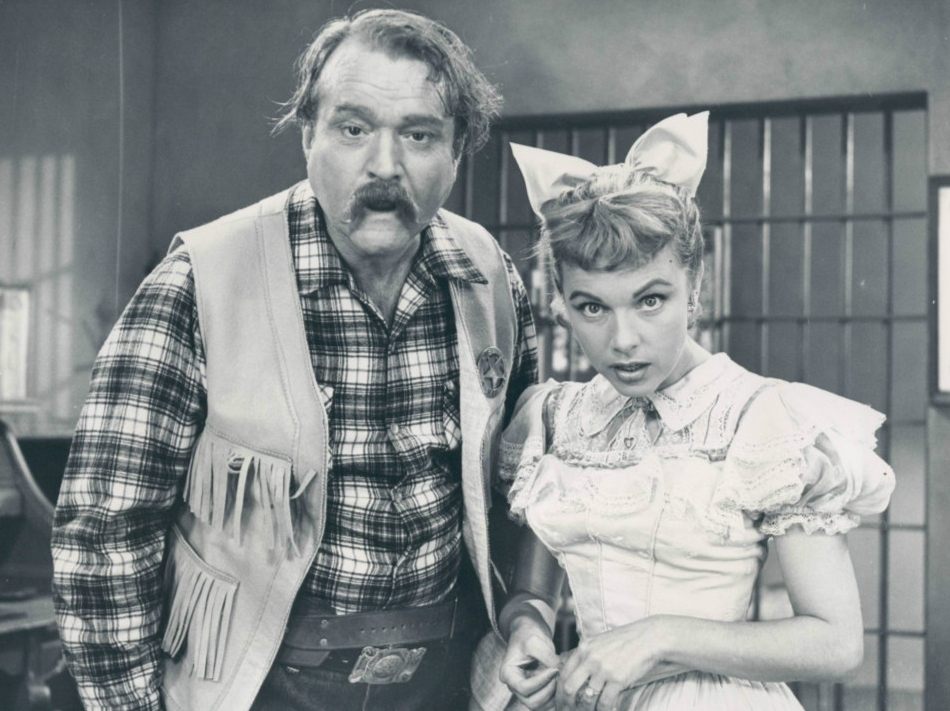
The Red Skelton Show este primul serial care a primit acest premiu

- 1959: The Jack Benny Program (sezonul 9)

### Anii 1960
- 1960: No Award
- 1961: The Jack Benny Program (sezonul 11)
- 1962: The Bob Newhart Show
- 1963: The Dick Van Dyke Show
- 1964: The Dick Van Dyke Show
- 1965: The Dick Van Dyke Show
- 1966: The Dick Van Dyke Show
- 1967: The Monkees
- 1968: Get Smart
- 1969: Get Smart

### Anii 1970
- 1970: My World and Welcome to It
- 1971: All in the Family
- 1972: All in the Family
- 1973: All in the Family
- 1974: M*A*S*H (sezonul 2)
- 1975: The Mary Tyler Moore Show
- 1976: The Mary Tyler Moore Show
- 1977: The Mary Tyler Moore Show
- 1978: All in the Family
- 1979: Taxi

### Anii 1980
- 1980: Taxi
- 1981: Taxi
- 1982: Barney Miller (sezonul 8)
- 1983: Cheers (sezonul 1)
- 1984: Cheers (sezonul 2)
- 1985: The Cosby Show (sezonul 1)
- 1986: The Golden Girls (sezonul 1)
- 1987: The Golden Girls (sezonul 2)
- 1988: The Wonder Years (sezonul 1)
- 1989: Cheers (season 7)

### Anii 1990
- 1990: Murphy Brown
- 1991: Cheers (sezonul 9)
- 1992: Murphy Brown
- 1993: Seinfeld (sezonul 4)
- 1994: Frasier (sezonul 1)
- 1995: Frasier (sezonul 2)
- 1996: Frasier (sezonul 3)
- 1997: Frasier (sezonul  4)
- 1998: Frasier (sezonul 5)
- 1999: Ally McBeal (sezonul  2)

### Anii 2000
- 2000: Will & Grace (sezonul 2)
- 2001: Sex and the City (sezonul 3)
- 2002: Friends (sezonul 8)
- 2003: Everybody Loves Raymond (sezonul 7)
- 2004: Arrested Development (sezonul 1)
- 2005: Everybody Loves Raymond (sezonul 9)
- 2006: The Office (sezonul 2)
- 2007: 30 Rock (sezonul 1)
- 2008: 30 Rock (sezonul 2)
- 2009: 30 Rock (sezonul 3)

### Anii 2010
- 2010: Modern Family (sezonul 1)[1]
- 2011: Modern Family (sezonul 2)[2]
- 2012: Modern Family (sezonul 3)[3]
- 2013: Modern Family (sezonul 4)[4]
- 2014: Modern Family (sezonul  5)[5]
- 2015: Veep[6]
- 2016: Veep[7]
- 2017: Veep[8]
- 2018: The Marvelous Mrs. Maisel[9]
- 2019: Fleabag[10]

### Anii 2020
- 2020: Schitt's Creek (sezonul 6)[11]
- 2021: Ted Lasso (sezonul 1)[12]
- 2022: Ted Lasso (sezonul 2)[13]
- 2023: Ursul (sezonul 1)
- 2024: Hacks (sezonul 3)